# 靈魄之界
《靈魄之界》（英語：9th Empyrean）是閃靈樂團的第二張專輯，於2000年發行，並於2002年由美國 Nightfall 唱片公司全球發行閃靈《靈魄之界》英文版。
其專輯概念是前專輯祖靈之流之中一曲「母島解體‧登基」的延續，原曲描述台灣原住祖靈於母島甦醒，與中原漢神靈大戰，擊敗漢神重新登基母島。而《靈魄之界》整張專輯則描述漢神靈逃回中原後，由張三丰施法復活，重新結集反攻母島。原神反抗苦戰，最後藏神加入戰局，合力驅除漢神回中原。
在前專輯《祖靈之流》中，閃靈的不同曲目的風格並不統一，有黑死腔（第四曲母島解體‧登基）、原聲腔（第二曲越海）、和女聲獨唱（第六曲燕歌行）。《靈魄之界》這張專輯奠定了閃靈以黑死腔為主的風格。

## 專輯曲目
| 曲序 | 曲目            | 时长 |
| ---- | --------------- | ---- |
| 1.   | 海息 慢板       | 2:45 |
| 2.   | 第一節 序       | 1:39 |
| 3.   | 第二節 幽游冥河 | 6:58 |
| 4.   | 第三節 支那之喚 | 6:02 |
| 5.   | 第四節 匯神     | 1:43 |
| 6.   | 第五節 侵       | 7:46 |
| 7.   | 第六節 玄蒼     | 2:10 |
| 8.   | 第七節 永固邦稷 | 9:15 |

## 參與團員
- 主唱、二胡手：Freddy
- 吉他手：Jesse
- 鍵盤手：Ambrosia（郎雅玲）
- 貝斯手：Doris
- 鼓手：A-Jay